# O Melhor do Brasil
O Melhor do Brasil foi um programa de auditório brasileiro produzido e exibido pela RecordTV. Inicialmente foi apresentado por Márcio Garcia até sua saída da emissora em 5 de abril de 2008. Depois o programa foi apresentado por Rodrigo Faro de 12 de abril de 2008 até seu término em 2014.
O Melhor do Brasil consolidou-se como um dos programas de maior êxito da RecordTV , tanto no faturamento quanto na audiência, vencendo e sendo indicado a diversos prêmios, destinados, na maioria deles, a Rodrigo Faro.
A partir de 16 de junho de 2013 passou a ser transmitido aos domingos, tendo sido exibido aos sábados até então. O último programa foi exibido no dia 20 de abril de 2014, para dar lugar ao Hora do Faro.

## História
O programa estreou em 5 de novembro de 2005, às 15h, sob a apresentação de Márcio Garcia e direção de Leonor Corrêa. O programa ocupou uma parte do horário que antes era destinado ao Programa Raul Gil, que havia sido transferido para a Band. No início o programa tinha um formato semelhante a um concurso de calouros, onde eram escolhidos os melhores em diversas categorias. Para eleger o melhor de cada categoria, o programa escalou como jurados Adriana Bombom, Maria Cândida e Márcio Antonucci. O programa consolidou-se no segundo lugar isolado de audiência no horário, agradando todos os perfis de público.

Logotipo usado nos primeiros anos de exibição, de novembro de 2005 até janeiro de 2009.

Aos poucos passou a adquirir o formato com atrações musicais, quadros de namoro, games e reportagens. Entre os destaques da primeira fase do Melhor do Brasil, estavam os quadros "Vai dar Namoro", "As Aparências Enganam", "Lindas e Perigosas", "Os Profissionais", "Vale Tudo(Gongo)", "Lavando a Roupa Suja", até mesmo um concurso chamado ''A Xena Brasileira'' que elegia a mulher mais parecida com a guerreira da série, aproveitando o sucesso de audiência que fazia nas tardes da emissora naquela época,  entre outros.
Em 28 de março de 2008, a Rede Record resolveu rescindir o contrato com Márcio Garcia por uma reformulação na programação e anunciou também a saída dele da apresentação de O Melhor do Brasil. Seu último programa foi em 5 de abril de 2008, em meio às especulações de uma volta para a Rede Globo - o que se concretizou semanas depois.
Em 12 de abril de 2008, Rodrigo Faro assumiu o comando da atração. Neste dia, Faro comandou uma homenagem a Márcio Garcia - que estava junto com ele no palco, mostrando os melhores momentos de seu antecessor no programa.
Em 7 de fevereiro de 2009, o programa ganhou novo cenário projetado por Marcelo Oka, com capacidade para 200 pessoas na plateia e área de aproximadamente 600 metros quadrados. O programa também ganhou quatro novas assistentes de palco: Bárbara (Babi) Rossi, Luana Kisner, Talita Yassuda e Valeska Reis.
No dia 25 de junho de 2009, com a notícia da morte de Michael Jackson, Rodrigo Faro, que estava no palco do programa, pediu permissão à sua diretora, Rita Fonseca, para homenageá-lo fazendo alguns passinhos do Moonwalk sempre que saísse um "beijão" entre os participantes do quadro "Vai dar Namoro". Nascia assim o "Dança Gatinho", quadro que se tornou o maior sucesso do programa. A partir daí, as danças não pararam e Rodrigo passou a incorporar algum cantor famoso todas as vezes que saia um "beijão" entre os casais, ordenado pela locução “Dança Gatinho, Dança”, seguida pelo coro de centenas de pessoas da plateia predominantemente feminina.
Em 10 de Março de 2012, o programa passa a ser transmitido também em HDTV estreando um novo cenário e os quadros Esquadrão Melhor do Brasil - une pessoas ao redor de uma missão, sempre engraçada e vai fazer o possível e o impossível para conseguir realizar o sonho de um telespectador, Faça e Disfarça (Deal with It!) - um grande sucesso em TVs do mundo todo, que combina desafios com uma boa dose de improviso e humor, e Q'Viva - que revela novos talentos da dança para Jennifer Lopez.
Melhor Do Brasil
Em 16 de junho de 2013, O Melhor do Brasil passou a ser transmitido aos domingos, às 15h30, substituindo o Programa do Gugu e desde então o programa vem sofrendo vários ajustes da direção da emissora visando adequá-lo ao novo dia com estreia de novos quadros como o "Hora da Virada" - que ajuda uma família a sair do vermelho, "Confesso que Vivi" - que promove reencontros no palco do programa adotando o tom dramático e assistencialista no dois quadros.
O último programa de O Melhor do Brasil foi transmitido em 20 de abril de 2014. Rodrigo Faro passou a estrelar um programa com seu nome chamado Hora do Faro a partir do domingo seguinte, incorporando alguns quadros do antigo programa.

## Equipe
Apresentadores
- Márcio Garcia (2005–08)
- Rodrigo Faro (2008–14)

Repórteres
- Giovanna Grigio (2007–08)

Assistentes de palco (Vai dar Namoro)
- Denis Mamprim (2008–14)[7]
- Paulo Henrique Morais (Paulão Cavalo) (2008-14)[7]
- Renan Oliveira[8] (2010)
- Pirulito e Simpatia[9] (2008–14)

Bailarinas
- Ellaine Alves (2006–09)[10][11]
- Babi Rossi (2009)[12]
- Luana Kisner (2009-11)[12][13]
- Talita Yassuda (2009-11)[12][13]
- Gaby Fontonelle (Gaby Potência) (2009-14)[14]
- Valeska Reis (2009-14)[12][15]
- Fernanda Aiello (2010)[16]
- Victoria Villarim (2010-11)[17][13]
- Julie Cardoso (2011-13)[13][15]
- Micheli Nunes (2011-13)[13][15]
- Lidia Barbieri (2011-13)[13][15]
- Flávia Viana (2006)
- Pamela Nascimento[18] (2009)

## Quadros
- Arruma Meu Marido
- Dança Gatinho, Dança
- Duelo Fura Olho
- Esposa de Aluguel
- Esquadrão O Melhor do Brasil
- Faça e Disfarça
- Famosos.com
- Foras e Furos
- Hora da Faxina
- Marido de Aluguel
- Distração Fatal
- Paparicando
- Quem Irrita Mais?
- Sua Festa É Nossa
- Sucesso na Certa
- Te Quero de Volta
- Troca de Identidade
- Vai dar Namoro
- As Aparências Enganam
- Sombra e Água Fresca
- Hora da Virada
- Confesso que Vivi
- Concurso: A Xena Brasileira

## Audiência
Em seu ano de estreia, 2005, o programa atingiu 5,3 de média, referente a mediação para a cidade de São Paulo. Em 12 de junho de 2010, o programa atingiu seu recorde de audiência: 14 pontos de audiência e 24% de share (participação de público); o pico foi de 18 pontos, no momento da exibição do quadro "Vai dar Namoro".
Desde janeiro de 2013, O Melhor do Brasil é o programa de auditório mais assistido da RecordCom a transferência para os domingos, o programa chegou a perder a essa posição para o Legendários de Marcos Mion. Mas, recuperou nos meses seguintes dividindo a condição com o mesmo.

## Prêmios e indicações
| Ano  | Prêmio                           | Categoria                                       | Nomeação     | Resultado |
| ---- | -------------------------------- | ----------------------------------------------- | ------------ | --------- |
| 2009 | Prêmio Arte Qualidade Brasil     | Melhor Apresentador(a) de Programa de Auditório | Rodrigo Faro | Indicado  |
| 2009 | Prêmio Melhores da Revista na TV | Melhor Apresentador                             | Rodrigo Faro | Indicado  |
| 2010 | Prêmio Arte Qualidade Brasil     | Melhor Apresentador(a) de Programa de Auditório | Rodrigo Faro | Venceu    |
| 2010 | Troféu Imprensa                  | Melhor apresentador ou Animador de TV           | Rodrigo Faro | Venceu    |
| 2010 | Prêmio Melhores da Revista na TV | Melhor Apresentador                             | Rodrigo Faro | Indicado  |
| 2010 | Troféu APCA                      | Televisão/Apresentador                          | Rodrigo Faro | Venceu    |
| 2011 | Troféu Imprensa                  | Melhor apresentador ou Animador de TV           | Rodrigo Faro | Venceu    |
| 2012 | Troféu Imprensa                  | Melhor apresentador ou Animador de TV           | Rodrigo Faro | Venceu    |
| 2012 | Meus Prêmios Nick                | Apresentador de TV Favorito                     | Rodrigo Faro | Venceu    |
| 2013 | Troféu Imprensa                  | Melhor apresentador ou Animador de TV           | Rodrigo Faro | Venceu    |